# Отравление таллием
Та́ллий и его соединения являются высокотоксичными. Класс опасности 1 — особо опасен. Смертельная доза составляет 0,4 г. Попадание таллия на кожные покровы представляет опасность. При плавке металла следует обеспечить достаточную вентиляцию. Многие соединения таллия(I) хорошо растворяются в воде и легко впитываются через кожу. Воздействие таллия не должно превышать 0,1 мг на 1 м² при 8-часовом рабочем дне (40-часовой рабочей неделе). Таллий является канцерогеном для человеческого организма.

## Описание
Одной из причин высокой токсичности таллия является то, что его одновалентный ион (Tl+) в водном растворе схож с катионами некоторых щелочных металлов, особенно калия (из-за близкого атомного радиуса), и таким образом попадает в организм через пути калия. Другие химические свойства таллия сильно отличаются от свойств щелочных металлов, например его высокая тяга к лигандам серы. Благодаря этому таллий связывает серу во многих клеточных процессах (например, в осадках цистеина и в ферредоксинах). Таллий использовался (в настоящее время использование во многих странах прекращено) как крысиная и муравьиная отрава.
Интоксикация наступает при попадании с пищей 1 грамма таллия, при больших дозах человек гибнет. Таллий разносится кровью по организму уже в течение первого часа после случая отравления. Накапливается в сердце, печени, нервных клетках и в сосудах.
Отличительным признаком отравления таллием является выпадение волос (по этой причине таллий сначала использовался как депилятор, пока не было доказано, что он токсичен) и повреждения периферических нервов (жертвы могут испытывать ощущения хождения по горячим углям), хотя утрата волос, в общем, происходит только при низких дозах таллия. При высоких дозах таллий убивает жертву раньше, чем происходит выпадение волос. Когда-то таллий был эффективным орудием убийства, до распознания его воздействия и открытия противоядия — берлинской лазури. Таллий был назван «ядом отравителя», поскольку он не имеет ни вкуса, ни цвета, ни запаха, действует медленно, безболезненно и вызывает широкую гамму симптомов, присущих другим заболеваниям и состояниям.
Для удаления таллия (как радиоактивного, так и нормального) из человеческого организма используется берлинская лазурь, которая выступает как ионный заменитель, поглощая таллий. Ежедневно употребляется по 20 г лазури внутрь, она проходит через пищеварительную систему и выходит из организма с калом. Для удаления таллия из сыворотки крови также используются гемодиализ и гемоперфузия. На поздних стадиях лечения используется калий для выведения таллия из тканей.
Сульфат таллия, бесцветный и безвкусный, также применялся в качестве отравы для крыс и муравьёв, но в 1975 году его использование в США и во многих других странах было запрещено из соображений безопасности.
В случае клинической ситуации отравления или расследования смерти по подозрительной причине, оценивается концентрация таллия. Обычно уровень таллия в крови и в моче не превышает 1 мкг на литр, но у выживших после острых отравлений уровень составляет 1-10 мг на литр.

## Известные случаи отравления
Известны многочисленные случаи отравления таллием. Таллий часто использовался для убийств и получил название «Яд отравителей» (The Poisoner's Poison) и «Пудра наследников» (Inheritance Powder) (как и мышьяк).

### «Таллиевое безумие» в Австралии
В начале 1950-х годов в Австралии был высокий уровень убийств или покушений на убийства при помощи таллия. В то время ввиду постоянного присутствия крыс в переполненных городских кварталах (особенно в Сиднее) и эффективности таллия как крысиного яда, сульфат таллия был доступен в Новом Южном Уэльсе в виде коммерческого бренда – крысиного яда «Таллрат» (Thall-rat).
В сентябре 1952 года домохозяйка и мать двоих детей Ивонна Глэдис Флетчер из Ньютона (внутреннего района Сиднея) была обвинена в убийстве своего первого мужа Десмонда Батлера (умер в 1948) и второго мужа Бертранда «Блюи» Флетчера посредством таллия, полученного ею из крысиного яда. У соседей и друзей Флетчера возникли подозрения после того, как он умер от болезни с теми же симптомами, что и её первый муж. Во время следствия была произведена эксгумация и обследование тела Флетчера, которое ясно показало наличие таллия в останках покойного, что привело к обвинению Ивонны Флетчер. Суд приговорил её к казни, но впоследствии мера наказания была изменена на пожизненное заключение сыободы, после того, как правительство штата Новый Южный Уэльс отменило смертную казнь. Ивонна Флетчер была освобождена в 1964 году. Её дело стало первым делом в Австралии по обвинению в убийстве посредством отравления таллием. Также дело Флетчер получило особую известность в связи с тем, что один из производивших её арест детективов Фред Крейг (Fred Krahe) впоследствии подозревался в близком сотрудничестве с сиднейской организованной преступностью и, предположительно, был виновен в исчезновении социальной активистки Хуаниты Нельсон.

### Дело Дмитрия Фарафонова
В 1977 году работник московского завода ЖБИ Дмитрий Фарафонов, имея тяжёлый и властный характер, получил негласный доступ к солям таллия и начал травить неугодных. В частности, убил строгого начальника, по подозрению в связях с женой убил соработника, убил сына "в отместку" жене, постепенно травил и её. После начала расследования по жене для маскировки начал травиться сам, но был разоблачён. Расстрелян.

### Дело Тамары Иванютиной
В 1987 году несколько учеников и работников школы № 16 Минского района Киева оказались в больнице. Двое детей и двое взрослых скончались. При расследовании оказалось, что школьная посудомойка Тамара Иванютина (Масленко), её родители и сестра смертельно отравили как минимум 13 человек раствором Клеричи, который получили от работавшей в геологическом институте знакомой. Тамара стала последней казнённой женщиной в Советском Союзе, родители с сестрой были осуждены на продолжительные сроки заключения.

### Отравление Александра Литвиненко
Из-за схожести симптомов врачи, лечившие Александра Литвиненко после отравления его полонием, заподозрили у него отравление таллием и прописали ему соответствующую терапию, которая не дала результатов.

### Отравление Юрия Щекочихина
В 2003 году журналист Юрий Щекочихин, по предположению профессора Форрестера из Британского Королевского института отравлений, был отравлен таллием.

### Дело Вячеслава Соловьёва
Соловьёв Вячеслав Валерьевич — серийный убийца-отравитель, отравивший в период 2003 – 2007 годов как минимум 6 человек сульфатом таллия, включая собственную жену и родную дочь. Пойман, осуждён пожизненно, умер в 2008 году предположительно из-за накопления ядов в организме, так как экспериментировал на себе, что привело к хроническому отравлению.

### Массовое отравление в 2004 году военнослужащих
Весной 2004 года произошло массовое отравление 33 солдат в/ч 40859, обслуживавших военный аэродром в селе Возжаевка Белогорского района Амурской области. Таллий хранился в заброшенных складах на территории части.

### Отравление Игоря Пономарева
Игорь Пономарёв — председатель Комитета Международной морской организации (IMO), постоянный представитель Российской Федерации в IMO. Скоропостижно скончался 30 октября 2006 года в Лондоне. Согласно публикации немецкого журнала «Focus», симптомы, проявившиеся у Игоря Пономарёва перед смертью, похожи на те, что вызваны отравлением таллием. Вскрытие тела И. Пономарёва не проводилось, официального подтверждения информации об отравлении нет.

### Массовое отравление таллием в Таганроге
В ноябре-декабре 2017 года произошло массовое отравление солями таллия в Таганрогском авиационном научно-техническом комплексе имени Г. М. Бериева. Пострадало более 20 человек. Наиболее пострадал ведущий инженер-конструктор Колесников Константин Владимирович, у которого возникли жалобы на состояние здоровья в начале ноября. По словам пострадавших, медики приняли недомогание работников завода за различные заболевания от ОРВИ до остеохондроза и выписывали соответствующее лечение. В городской больнице скорой помощи Таганрога настаивают, что первого пострадавшего от отравления таллием увидели 4 января 2018 года, а 9 января были получены результаты анализов, которые показали большое содержание таллия. 1 марта 2018 года руководство предприятия провело совещание с сотрудниками завода по поводу инцидента, на котором отрицало свою причастность к инциденту и заявило, что яд был умышленно занесен в административное здание, а «отравитель находится среди отравившихся». Между тем 30 декабря 2017 года скоропостижно скончался от отёка мозга 23-летний слесарь-сборщик, работавший на предприятии. Мать погибшего заявила журналистам, что ее сын умер вследствие отравления таллием. В 2021 году по обвинению в умышленном отравлении своих коллег был осуждён на 8 лет ведущий инженер-конструктор этого предприятия Владислава Шульга.